# 維代姆 (多布雷波列市鎮)
維代姆（發音：[ˈʋiːdəm]），是斯洛維尼亞多布雷波列市镇的村莊及其行政中心。該地是下卡尼奧拉歷史地區的一部分，現在納入中斯洛文尼亞統計區。

## 教堂
當地堂區教堂是為光榮十字聖架而設立，屬於天主教盧布爾雅那總教區。它建於1844年，位於一座中世紀建築的遺址上。教堂內收藏了多位斯洛文尼亞藝術家的作品，木雕家、雕塑家、畫家等。

## 其他文化遺產
- 一座紀念第一次世界大戰陣亡將士的紀念碑矗立在教堂的南邊，是弗朗斯·克拉利的作品。[7]
- 一座路邊神龕矗立在教堂西南邊對面的路旁。它包含手持格拉哥里文本的聖西里爾和聖美多德雕塑，也是弗朗斯·克拉利的作品。[7]

## 外部連結
- Videm at Geopedia （页面存档备份，存于）